# Gong Zheng

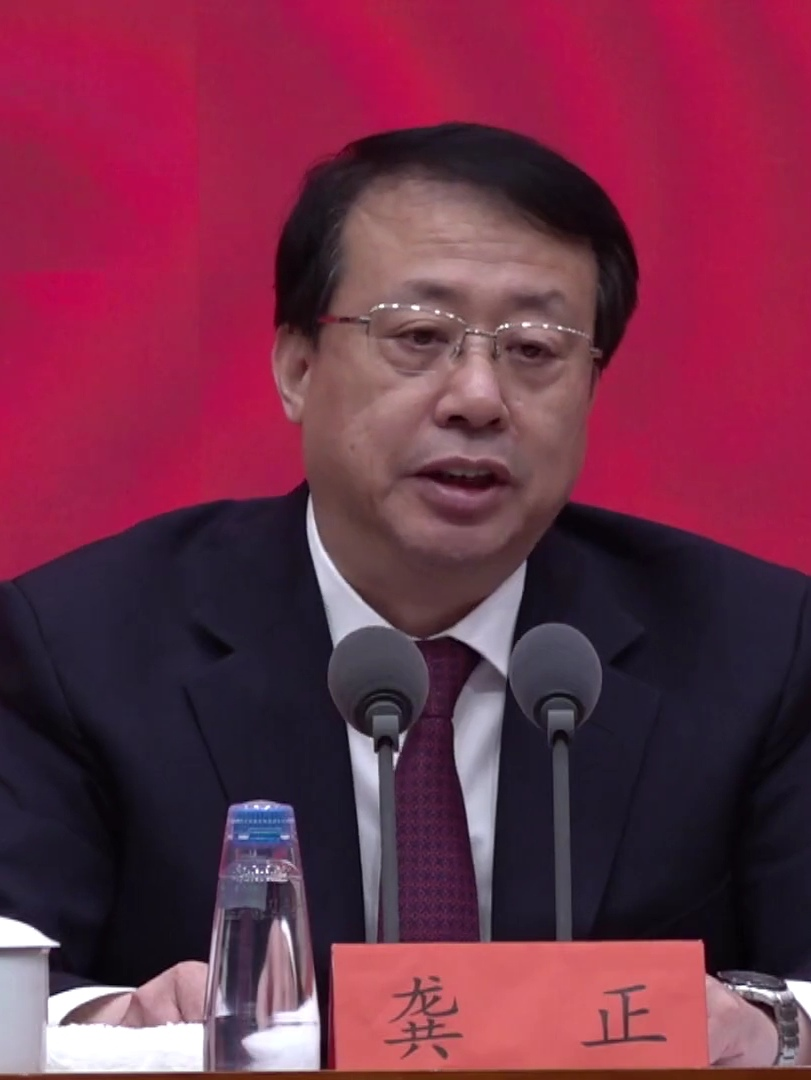
Gong Zheng (2021)

Gong Zheng (chinesisch 龚正, Pinyin Gōng Zhèng; * März 1960 in Suzhou, Jiangsu) ist ein chinesischer Politiker der seit 2020 als Bürgermeister von Shanghai dient. Davor war er der Gouverneur und stellvertretender Parteichef der Kommunistischen Partei in der Provinz Shandong.

## Leben
Gong Zheng wurde im März 1960 in Suzhou in der Provinz Jiangsu geboren. Er absolvierte sein Studium am Peking Institut für Außenhandel (später in Universität für Außenwirtschaft und Handel umbenannt) und arbeitete nach seinem Abschluss für die chinesische Zollverwaltung. 1987 setzte er sein Studium an der Golden Gate University in den Vereinigten Staaten fort und kehrte an die Universität für Außenwirtschaft und Handel zurück, wo er 1997 einen MBA erhielt. Außerdem schrieb er sich von 2001 bis 2004 an der Xiamen-Universität ein und promovierte in Wirtschaftswissenschaften.
Gong war von 1993 bis 1996 stellvertretender Direktor der Zollabteilung von Tianjin und von 2001 bis 2003 Direktor der Zollabteilung von Shenzhen. 2003 wurde er zum stellvertretenden Direktor der Allgemeinen Zollverwaltung ernannt.
Im Dezember 2008 wurde Gong Zheng zum Vize-Gouverneur der Provinz Zhejiang ernannt und im Juni 2012 zum ausführenden Vize-Gouverneur befördert. Im September 2013 wurde er Chef der Kommunistischen Partei der Provinzhauptstadt Hangzhou. Im August 2015 wurde Gong zum stellvertretenden Parteichef der Provinz Shandong ernannt und löste Wang Junmin ab, der den Posten wegen Erreichung des obligatorischen Rentenalters aufgab.
Im April 2017 wurde Gong zum Gouverneur von Shandong ernannt. Am 23. März 2020 wurde Gong zum Bürgermeister von Shanghai ernannt.